# Vladimir Liakhov
Vladimir Platonovitch Liakhov (em russo:  Влади́мир Плато́нович Ля́хов), conhecido como Polkovnik Liakhov ("Coronel Liakhov"), 20 de junho de 1869 - junho 1919/20, foi o comandante do exército cossaco persa durante o governo de Mohammad Ali Shah Qajar. Ele ganhou muita notoriedade depois de Bombardear o Majlis em 1908 e executar muitos lideres constitucionalistas em 23 de junho de 1908. Como sinal de gratidão, Mohammad Ali Shah o nomeou como governador militar de Teerã.
Durante a Primeira Guerra Mundial, ele serviu na Campanha do Cáucaso. Em 1916 as tropas de Liakhov capturaram Trabzon na Campanha de Trebizond.
Depois da Revolução Russa Liakhov se juntou ao Exército Branco, servindo no exército voluntário de Denikin.